# Oshkosh All-Stars

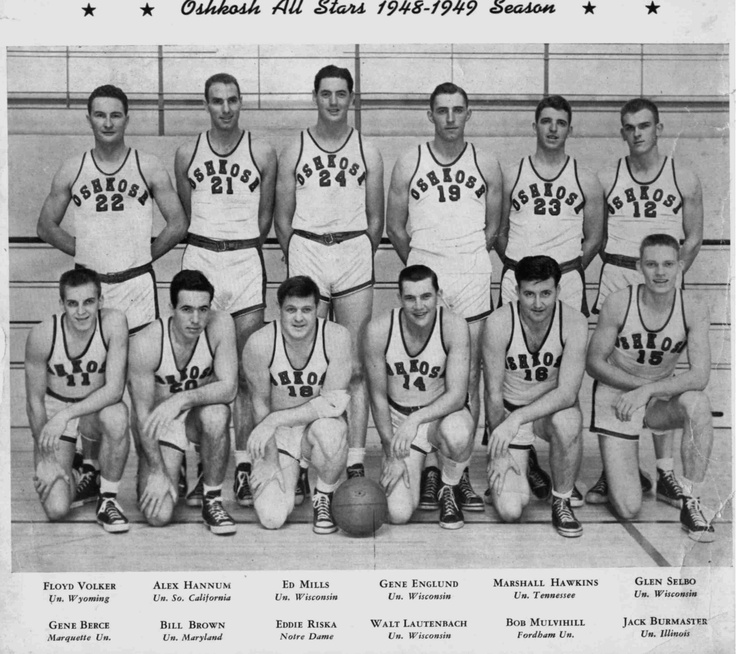
Die Oshkosh All-Stars von 1948/49

Die Oshkosh All-Stars waren ein Basketballteam der amerikanischen Basketball-Profiliga National Basketball League aus Oshkosh (Wisconsin). Das Team trug seine Heimspiele in umliegenden Schulturnhallen vor wenig mehr als einem dutzend hundert Zuschauern aus. Das Team wurde von seiner Gründung 1929 bis zu seiner Auflösung 1949 von zwei Sportjournalisten des Oshkosh Daily Northwestern, Arthur Heywood und Lon Darling, gemanagt und trainiert. Coach Lon Darling entlieh das Modell der Green Bay Packers, eines American-Football-Franchises aus der Provinz, und versilberte den Lokalpatriotismus, indem er Anteile des Teams an lokale Fans, Geschäftsleute und Industrielle verkaufte, um so die Öffentlichkeit an das Franchise zu binden und gleichzeitig für stabile Löhne zu sorgen.

## Teamgeschichte
Vor der Gründung der National Basketball League war das Team unabhängig, spielte bei mehreren Amateur-Turnieren mit und wurde 1930 mit den neuverpflichteten College-Stars Bud Foster und Branch McCracken Meister des Mittleren Westens, nachdem die Mannschaft gegen die Chicago Majestic mit 30—23 gewonnen hatten. Meistens tingelten die All-Stars als Barnstormers über Wisconsins Kerosene Circuit, also in sehr ländlichen Gegenden, in denen Elektrizität – wenigstens in Privathaushalten – aus Generatoren gewonnen wurde. 1936 und im Folgejahr trugen die All-Stars regionale Serien in verschiedenen Städten Wisconsins gegen ein rein afro-amerikanisches Team aus, die New York Rens, um lukrativ eine sogenannte World Series of Basketball auszuspielen, da beide Teams seinerzeit als die besten im Mittleren Westen und an der Ostküste angesehen wurden. Davon inspiriert wurde 1939 in Chicago das World Professional Basketball Tournament geschaffen, an dem die All-Stars in neun von zehn Austragungen teilnahmen und das sie 1942 im Finale gegen die Detroit Eagles gewinnen konnten.
1937 war das Franchise Gründungsmitglied der National Basketball League und erreichte von 1938 bis 1942 fünfmal hintereinander die Finals der NBL. Während des zwölfjährigen Bestehens der Liga war das Team zudem sechsmal die beste Mannschaft der Western Division und erreichte insgesamt elf- von zwölfmal die Playoffs. In den Jahren 1941 und 1942 konnten die Oshkosh All-Stars den Meistertitel gewinnen, indem sie 1941 die Sheboygan Red Skins und 1942 die Fort Wayne Zollner Pistons besiegten. Nach 1942 litt das Team bis zur Saison 1946/47 stark unter den kriegsbedingten Einberufungen und hatte mitunter Probleme, ein vollständiges Team zusammenzustellen. Zeitweise verließen das Team unter anderem Bob Carpenter, Gene Englund und Eddie Riska. Nach dem Zweiten Weltkrieg hatte sich das Spiel stark verändert, und obschon die National Basketball League später mit der Basketball Association of America zur National Basketball Association fusionieren sollte, spielte die neue Liga nun in den größeren Hallen der Metropolen und Oshkosh keine Rolle mehr. Zwar hatten die All-Stars nach dem Krieg noch einen zweiten Frühling, aber die Zeit der Barnstorming Teams sollte bald enden.

## Rivalitäten
Größte Rivalen auf lokaler Ebene war das andere Team aus Wisconsin, die Sheboygan Red Skins. Hart umkämpft waren auch die unabhängig oder vom World Professional Basketball Tournament organisierten Treffen mit den New York Rens aus Harlem.
Im März 1944 kam es bei diesem Turnier vor über 11.000 Zuschauern zu einem Eklat in einem legendären Spiel gegen die Harlem Globetrotters. Die All-Stars verließen beim Stand von 31—41 sechs Minuten vor Schluss das Parkett. Die Spielweise der Oshkosh All-Stars war schon immer körperbetont rustikal gewesen oder wenigstens immun gegen die Modernisierung und Verfeinerung des Spiels, doch in diesem Spiel wurden sogar Fäuste und Ellbögen eingesetzt und zwei weiße Zuschauer verhaftet, weil sie das Spielfeld stürmten. Es wird vermutet, dass das Team aus Chicago, als ihr Vorsprung dies zuließ, seinen berühmten Stil des Trick-Basketballs einsetzte, was die All-Stars zutiefst frustriert haben muss.

## Bekannte ehemalige Spieler
| - Ray Adams - Scott „Scotty“ Armstrong - Louis Barle - Gene Berce - Connie Mack Berry - Bill Brown - Jack Burmaster - Al Cafone - Bob Carpenter - Bill Crossett - Warner „Bud“ Engdahl - Gene Englund - LeRoy „Cowboy“ Edwards - Ed Erban - Bob Feerick - Harold E. Foster - Ted Fritsch - Alex Hannum - Marshall Hawkins - William Komenich - Walt Lautenbach - Frank Linskey | - Branch McCracken - Ed McGroaty - Ed Mills - Leroy Mueller - Ed Muller - Bob Mulvihill - Tommy Nisbet - Erwin „Erv“ Prasse - Pete Preboski - Scoop Putnam - Dave Qualbius - Fred Rehm - Eddie Riska - Ed Scheiwe - Glen Selbo - Charley Shipp - Deacon Stankey - George Svendsen - Ralph Vaughn - Floyd Volker - Clint Wager - Herman „Herm“ Witasek |